# Anatolij Polywoda
Anatolij Iwanowytsch Polywoda (ukrainisch Анатолій Іванович Поливода; * 29. Mai 1947 in Jenakijewe; † 22. Januar 2024) war ein sowjetischer Basketballspieler, der 1968 Olympiadritter und 1972 Olympiasieger war.

## Sportliche Karriere
Der 2,00 m große Anatolij Polywoda spielte bei BK Budiwelnyk Kiew. 1967 war er sowjetischer Meister, allerdings mit einer ukrainischen Auswahlmannschaft.
1966 war Polywoda mit der Auswahl der UdSSR Junioreneuropameister. Aus dieser Mannschaft von 1966 wurden mit Alexander Boloschew, Micheil Korkia, Sergei Kowalenko und Anatolij Polywoda vier Spieler 1972 Olympiasieger.
Polywoda rückte bereits 1967 in die sowjetische Nationalmannschaft auf. Bei der Weltmeisterschaft 1967 in Uruguay gab es eine Finalrunde mit sieben Mannschaften: Gastgeber Uruguay sowie sechs Mannschaften, die sich über die Vorrunde qualifizieren mussten. Die Mannschaft aus der UdSSR unterlag zwar mit 58:59 gegen die Mannschaft der Vereinigten Staaten, besiegte aber die anderen fünf Mannschaften und war damit die erste Weltmeistermannschaft aus Europa. Polywoda trug mit 118 Punkten in neun Spielen, darunter 16 Punkten im letzten Spiel gegen Jugoslawien, zum Titelgewinn bei. Im Herbst 1967 fand in Finnland die Europameisterschaft statt. Die Mannschaft aus der Sowjetunion gewann das Finale gegen die tschechoslowakische Mannschaft mit 89:77. Polywoda erzielte in neun Spielen 121 Punkte, davon vier im Finale.
Bei den Olympischen Spielen 1968 in Mexiko-Stadt gewann die Mannschaft aus der UdSSR ihre Vorrundengruppe vor den Brasilianern. Im Halbfinale unterlag die sowjetische Mannschaft den Jugoslawen mit 62:63, im abschließenden Spiel um Bronze bezwangen sie die Brasilianer mit 70:53. Polywoda warf in neun Spielen 101 Punkte. Im Jahr darauf erreichte die sowjetische Mannschaft das Finale der Europameisterschaft 1969 in Italien und gewann mit 81:72 gegen die Jugoslawen. Polywoda erzielte in sieben Spielen 66 Punkte. Bei der Europameisterschaft 1971 in der Bundesrepublik Deutschland traf die Mannschaft aus der UdSSR im Finale einmal mehr auf die Jugoslawen und siegte mit 69:64. Polywoda erzielte in sieben Spielen 51 Körbe, davon fünf im Finale.
Bis einschließlich 1968 hatte bei olympischen Basketballturnieren immer die Mannschaft aus den Vereinigten Staaten gewonnen. Bei den Olympischen Spielen 1972 in München gewann die US-Mannschaft ihre Vorrundengruppe und die sowjetische Mannschaft die zweite Vorrundengruppe jeweils ohne Niederlage. Beide Mannschaften gewannen auch ihr Halbfinale und trafen am 9. September im Finale aufeinander. Die Amerikaner verlegten sich auf eine sehr defensive Taktik, lagen aber trotzdem bei Halbzeit mit 21:26 hinten. Sechs Sekunden vor Schluss traf der Amerikaner Doug Collins und brachte seine Mannschaft mit 50:49 in Führung. Anschließend ertönte die Schluss-Sirene. Nach Protesten der sowjetischen Mannschaft wurde die Uhr auf drei Sekunden Restspielzeit gestellt und in den letzten drei Sekunden passte Iwan Jadeschka den Ball zu Alexander Below, der den Treffer zum 51:50 erzielte. Nun protestierten die Amerikaner, aber die Jury bestätigte den Sieg der sowjetischen Mannschaft. Polywoda warf in acht Spielen 78 Punkte, im Finale kam er nicht zum Einsatz.
Polywoda starb im Januar 2024 im Alter von 76 Jahren.